# Alexis Hunter
Alexis Hunter (Auckland, Nova Zelanda, 1948 -Londres, Regne Unit, 2014) fou una artista novazelandesa.
Hunter va tractar amb un punt de vista radical les normes socials de sexualització, objectivació i seducció. A Approach to Fear: Voyeurism (Aproximació a la por: voyeurisme, 1973) Hunter primer indica que farà un striptease, però després frustra les expectatives del voyeur (home) aixecant-se la faldilla llarga que du fins a tapar-se el cap. Al final de la performance, només les cames queden destapades, com si es tractés d'una peça independent d'un cos, mentre que el tors queda tot tapat per la faldilla.
Per a la seva sèrie Identity Crisis (Crisi d'identitat, 1974), Hunter va demanar a alguns amics que li fessin una foto; i mentre que n'hi havia que semblaven retrats publicitaris, una d'elles, la segona per l'esquerra, era un autoretrat obra de l'artista fet en un moment en el qual passava per una fase depressiva. La sèrie en el seu conjunt mostra la distància existent entre la percepció pròpia i la percepció dels altres.